# 張君義 (晚唐)
張君義（?—?），敦煌人。
因對吐蕃作戰有功，被封为沙州防御使，又升歸義軍節度使。守沙州時，屢建戰功，不得賞，反而因功受罰。君義氣憤之餘，遂自斷左手，包在絹中，埋入地下。1941年，張大千在敦煌發現這隻手臂，形似臘肉。